# Guinea i olympiska sommarspelen 1988
Guinea deltog i de olympiska sommarspelen 1988 med en trupp, men ingen av landets deltagare erövrade någon medalj.

## Friidrott
Herrarnas maraton
- Alassane Bah — 3:06,27 (→ 96:e plats)